# Syndrome de Geschwind
 Mise en garde médicale
Le syndrome de Geschwind, également appelé syndrome de Gastaut-Geschwind, est un ensemble de phénomènes comportementaux observés chez certaines personnes atteintes d'épilepsie du lobe temporal. Il doit son nom à Norman Geschwind, l'un des premiers à avoir catégorisé les symptômes, et qui a rédigé de nombreuses publications sur le sujet entre 1973 et 1984. Il demeure une controverse quant à savoir s'il s'agit d'un véritable trouble neuropsychiatrique. L'épilepsie du lobe temporal provoque de légers changements chroniques de la personnalité intercritiques survenant entre les crises et s'intensifiant lentement avec le temps. Le syndrome de Geschwind comprend cinq changements principaux : l'hypergraphie, l'hyperreligiosité, une sexualité atypique (généralement réduite), le sentiment de circonstance et une vie mentale intensifiée. La présence de tous les symptômes n'est pas nécessaire pour poser un diagnostic. Seules certaines personnes épileptiques ou atteintes d'épilepsie du lobe temporal présentent des caractéristiques du syndrome de Geschwind.

## Caractéristiques
L'hypergraphie est une tendance à l'écriture ou au dessin excessif et compulsif. Elle a été observée chez des personnes atteintes d'épilepsie du lobe temporal ayant subi de multiples crises. Les personnes atteintes d'hypergraphie font preuve d'une extrême minutie dans leurs écrits. Certains tiennent un journal intime où ils consignent minutieusement leur quotidien. Dans certains cas, ces écrits témoignent d'un intérêt marqué pour les sujets religieux. Ces personnes ont également tendance à avoir une écriture médiocre. Le romancier russe Fiodor Dostoïevski, connu pour être épileptique, présentait des signes du syndrome de Geschwind, notamment une hypergraphie. 
Dans certains cas, l'hypergraphie peut se manifester par un dessin compulsif. Il est remarqué que les dessins des patients atteints d'hypergraphie présentent des répétitions et un niveau de détail élevé, parfois une fusion de l'écriture et du dessin.

### Hyperreligiosité
Certaines personnes peuvent présenter une hyperreligiosité, caractérisée par des sentiments religieux et des intérêts philosophiques accrus, généralement intenses. Les patients atteints d'épilepsie partielle du lobe temporal qui ressentent des auras fréquentes, perçues comme de caractère numineux, présentent une plus grande spiritualité ictale et interictale. Certaines auras incluent des expériences extatiques. Il a été affirmé que de nombreux chefs religieux peuvent présenter cette forme d'épilepsie,. Ces sentiments religieux peuvent motiver des croyances au sein de n'importe quelle religion, y compris le vaudou, le christianisme, l'islam. De plus, « chez une personne issue d'un milieu fortement religieux, l'hyperreligiosité peut apparaître comme un athéisme profondément ressenti »,. 

### Sexualité atypique
Les personnes atteintes du syndrome de Geschwind ont signalé des taux plus élevés de sexualité atypique ou altérée. Chez environ la moitié des personnes touchées, une hyposexualité est signalée,. Moins fréquemment, des cas d'hypersexualité sont signalés.

### Circonstancenalité
Les individus qui font preuve de circonstancialité (ou de viscosité) ont tendance à poursuivre les conversations pendant longtemps et à parler de manière répétitive.

### Vie mentale intensifiée
Les individus peuvent présenter une vie mentale plus intense, avec des réponses cognitives et émotionnelles plus profondes. Cette tendance peut s'accompagner d' hypergraphie, conduisant à une production créative prolifique et à une tendance à des activités intenses et solitaires.